# Zapasy na Igrzyskach Ameryki Południowej 2006
Turniej w ramach Igrzysk w Buenos Aires 2006 rozegrano w kompleksie Centro Nacional de Alto Rendimiento Deportivo (CeNARD) w dniach 12-15 listopada.

## Tabela medalowa
Gospodarz zawodów został zaznaczony kolorem.
| Poz.    | Państwo   |    |    |    | Łącznie |
| 1       | Wenezuela | 12 | 8  | 2  | 22      |
| 2       | Kolumbia  | 7  | 4  | 3  | 14      |
| 3       | Peru      | 1  | 3  | 1  | 5       |
| 4       | Brazylia  | 1  | 2  | 5  | 8       |
| 5       | Chile     | 0  | 2  | 1  | 3       |
| 6       | Argentyna | 0  | 1  | 7  | 8       |
| 7       | Panama    | 0  | 1  | 1  | 2       |
| 8       | Ekwador   | 0  | 0  | 7  | 8       |
| 9       | Boliwia   | 0  | 0  | 1  | 1       |
| Łącznie | Łącznie   | 21 | 21 | 28 | 70      |

## Wyniki

### W stylu klasycznym
| Waga   | złoty                  | srebrny                        | brązowy            | brązowy           |
| ------ | ---------------------- | ------------------------------ | ------------------ | ----------------- |
| 55 kg  | Jorge Cardozo Manrique | Paul Sobrado                   | Luis Ibáñez        | Luis Lazo         |
| 60 kg  | Iván de Jesús Duque    | Wilmer Loaiza                  | Cristian Vital     | Mauricio Atamaint |
| 66 kg  | Endrix Arteaga         | Luis de García                 | Yanh Franco Rojas  | Julio Cuenú       |
| 74 kg  | Sixto Barrera          | Alexander Brazón               | Jarlis Mosquera    | Hipólito Jiménez  |
| 84 kg  | Cristian Mosquera      | Eddy Bartolozzi                | Luis Ovando        | Samuel Arroyo     |
| 96 kg  | Luis Talavera          | Luis Fernando Resend Fernandez | Javier Broschini   | ----              |
| 120 kg | Rafael Barreno         | Andrés Ayub                    | Rodrigo Artilheiro | ----              |

### W stylu wolnym
| Waga   | złoty              | srebrny           | brązowy             | brązowy          |
| ------ | ------------------ | ----------------- | ------------------- | ---------------- |
| 55 kg  | Fredy Serrano      | Fernando Paredes  | Emiliano Guerra     | ----             |
| 60 kg  | Nelson García      | Aldo Arrostini    | Rubén Espinoza      | Tomás Solórzano  |
| 66 kg  | Ricardo Roberty    | Edison Hurtado    | Lucas Garralda      | Raoni Barcelos   |
| 74 kg  | Wilson Medina      | Nibaldo Candia    | Marcelo Mina        | Máximo Blanco    |
| 84 kg  | Rodrigo Piedrahita | Rosmel Gil        | Adrián Jaoude       | Hipólito Jiménez |
| 96 kg  | Luis Vívenes       | Arnulfo Hernández | Walter Mazurkiewicz | ----             |
| 120 kg | Edgar Becerra      | Javier Broschini  | Diego Rodríguez     | ----             |

### W stylu wolnym kobiet
| Waga  | złoty               | srebrny          | brązowy            | brązowy        |
| ----- | ------------------- | ---------------- | ------------------ | -------------- |
| 48 kg | Mayelis Caripá      | Daney Céspedes   | Maryuri Valencia   | Diana Piza     |
| 51 kg | Maria Sarmiento     | Ana Betancour    | Susana dos Santos  | Juana Rojas    |
| 55 kg | Agüis Rivas         | Sandra Roa       | Maira Álvarez      | Joice da Silva |
| 59 kg | Jackeline Rentería  | Marcia Andrades  | Ana Laura Morvillo | Tania Ferreira |
| 63 kg | Yoselin Rojas       | Sandra Amado     | Luz Clara Vázquez  | ----           |
| 67 kg | Jaramit Weffer      | Caroline Cardoso | Mariana López      | ----           |
| 72 kg | Rosângela Conceição | Maryuris Díaz    | Lorena Correa      | ----           |

- Nazwisko zaznaczone pochyłym tekstem oznacza, że nie przyznano medalu, z powodu zbyt małej liczby zgłoszonych zawodników w danej konkurencji.